# کندی سیموندز
کندی سیموندز (انگلیسی: Kennedy Simmonds؛ زادهٔ ۱۲ آوریل ۱۹۳۶) سیاست‌مدار اهل سنت کیتس و نویس است. وی از ۱۹ سپتامبر ۱۹۸۳ تا ۷ ژوئیه ۱۹۹۵ نخست‌وزیر این کشور بود.